# کوراک، پاکستان
کوراک (به انگلیسی: Korak) یک شهرک در پاکستان است که در شهرستان آواران واقع شده‌است.